# Jan Bogaert
Jan Bogaert (* 3. Dezember 1957 in Temse, Provinz Ostflandern; † 23. Januar 2024 in Bornem) war ein professioneller belgischer Radrennfahrer. Er war von 1980 bis 1995 Profi. Bogaert hält den Rekord mit 26 Erfolgen für die meisten Siege bei der Herald Sun Tour.

## Karriere
Bogaert bestritt als Amateur die Internationale Friedensfahrt 1979 und belegte den 39. Rang in der Gesamtwertung. Er wurde 1980 beim Radsportteam Vermeer–Thijs–Mini Flat Profi und konnte in seinem ersten Jahr einen zweiten Platz bei Brüssel-Ingooigem und einen fünften Platz bei Gent-Wevelgem vorweisen. 1981 gewann den Grand Prix d’Ouverture La Marseillaise, den Grand Prix d’Aix-en-Provence, die Gesamtwertung der Drei Tage von de Panne, eine Etappe der Tour de Suisse, eine Etappe der Niederlande-Rundfahrt und wurde Dritter beim Klassiker Paris-Brüssel.
Sein vermutlich erfolgreichstes Frühjahr konnte er 1982 erreichen, wo er neben seinem Sieg bei E3 BinckBank Classic und im Grand Prix de Hannut, Vierter bei Grand Prix Pino Cerami und jeweils Fünfter bei der Flandern-Rundfahrt und Gent-Wevelgem wurde. In diesem Jahr erzielte er auch seine ersten beiden Siege bei der Herald Sun Tour. Im Jahr darauf konnte er beim Sieg von Phil Anderson beim Amstel Gold Race den Sprint einer größeren Gruppe für sich entschieden und holte sich so den zweiten Platz. 1984 siegte er im Grote Prijs Stad Sint-Niklaas, insgesamt gewann er das Rennen viermal.
Bei der Tour de France 1985 konnte er sich auf keiner Etappe platzieren und beendete die Tour auf dem 137. Platz. Bei der Herald Sun Tour konnte er neben drei Etappen auch den zweiten Platz in der Gesamtwertung erreichen. 1986 konnte er im Frühjahr außer einem achten Platz bei den 4 Jours de Dunkerque keine Top-Ten-Platzierungen erreichen, aber gewann im Herbst fünf Etappen bei der Herald Sun Tour und wiederholte dies ein Jahr später.
In den Folgejahren blieben vordere Platzierungen bei den belgischen Rennen weitgehend aus, aber er konnte weitere Etappensiege (2 × 1988 / 3 × 1989 / 5 × 1990) bei der Herald Sun Tour feiern. 1989 siegte er im Eintagesrennen Flèche Hesbignonne-Cras Avernas.
Nach einem Team-Wechsel 1992 konnte Bogaert noch einen zweiten Platz bei Omloop Schelde-Durme und jeweils einen sechsten Platz bei Dwars door Vlaanderen und Paris-Brüssel erreichen. Ein erneuter Team-Wechsel bescherte ihm seinen letzten Sieg sowie einen zweiten Platz bei der Nokere Koerse. 1994 und 1995 konnte er keine vorderen Platzierungen mehr einfahren und beendete seine Karriere zum Ende der Saison.
Bogaert starb im Januar 2024 im Alter von 66 Jahren.

## Erfolge
1981
- Grand Prix d’Ouverture La Marseillaise
- Driedaagse van De Panne
- eine Etappe Tour de Suisse
- eine Etappe Niederlande-Rundfahrt

1982
- Schaal Sels
- E3 Harelbeke
- zwei Etappen Herald Sun Tour

1983
- Grote Scheldeprijs

1984
- Nokere koerse
- eine Etappe Belgien-Rundfahrt

1985
- drei Etappen Herald Sun Tour

1986
- fünf Etappen Herald Sun Tour

1987
- fünf Etappen Herald Sun Tour

1988
- zwei Etappen Herald Sun Tour
- Grote Prijs Stad Vilvoorde

1989
- Omloop van het Houtland
- GP Zele
- Grand Prix de Rennes
- eine Etappe Bayern-Rundfahrt
- Omloop Vlaamse Scheldeboorden
- Flèche Hesbignonne
- drei Etappen Herald Sun Tour

1990
- GP Zele
- eine Etappe Bayern-Rundfahrt
- fünf Etappen Herald Sun Tour
- fünf Etappen Milk Race

1993
- eine Etappe Herald Sun Tour

## Wichtige Platzierungen
| Grand Tour         | 1980 | 1981 | 1982 | 1983 | 1984 | 1985 | 1986 | 1987 | 1988 | 1989 | 1990 |
| ------------------ | ---- | ---- | ---- | ---- | ---- | ---- | ---- | ---- | ---- | ---- | ---- |
| Giro d’ItaliaGiro  | –    | –    | –    | 137  | –    | –    | –    | 132  | –    | –    | –    |
| Tour de FranceTour | –    | DNF  | –    | –    | –    | 137  | –    | –    | –    | –    | –    |

| Monument           | 1980 | 1981 | 1982 | 1983 | 1984 | 1985 | 1986 | 1987 | 1988 | 1989 | 1990 |
| ------------------ | ---- | ---- | ---- | ---- | ---- | ---- | ---- | ---- | ---- | ---- | ---- |
| Mailand–Sanremo    | –    | –    | 16   | –    | 51   | –    | –    | –    | –    | –    | –    |
| Flandern-Rundfahrt | –    | 20   | 5    | 10   | –    | –    | –    | 28   | 62   | –    | 72   |
| Paris–Roubaix      | 26   | –    | –    | 29   | –    | 25   | –    | –    | –    | –    | –    |